# Fredrik Berglund
Fredrik Berglund (født 21. marts 1979 i Borås) er en svensk tidligere fodboldspiller.
Berglund har spillet 12 A-landskampe (2 mål) for Sverige og over 60 kampe på U/16, U/18- og U/21-landsholdene. Han debuterede i den bedste svenske række (Allsvenskan) som 18-årig. I 2001 var han topscorer i Allsvenskan.
Han skiftede siden fra svensk fodbold til Roda JC i Holland.
Fredrik Berglund skiftede i 2004 til Esbjerg fB og havde en historisk debut i dansk fodbold den 14. marts i en kamp på Brøndby Stadion, hvor han lagde op til tre mål og selv scorede to i 6-1-sejren over Brøndby IF.
Berglund har i sine kun 2,5 år i Esbjerg fB scoret hele 57 mål i 99 kampe. Han blev valgt som årets spiller i EfB i sæsonen 2004/2005.
Han skrev i juni 2006, et halvt år før kontraktudløb, under på en 4-årig kontrakt med FC København gældende fra den 1. juli 2006. I sæsonen 2006/07 opnåede Berglund 52 kampe for FCK, hvor han opnåede status af topscorer med 18 scorede mål. Efter sæsonen skiftede Berglund imidlertid til svenske IF Elfsborg og herefter senere til norske Stabæk. 